# Deformación (ingeniería)

La tensión de compresión (azul) da como resultado una deformación que achata el objeto y lo expande hacia afuera, mientras que una tracción (rojo) lo alarga pero lo comprime hacia adentro

En ingeniería, el término deformación se refiere al cambio de tamaño o forma de un objeto. Los "desplazamientos" son cambios "absolutos" en la posición de un punto del objeto, y las "deflexiones" son cambios "relativos" de los puntos de un objeto con respecto a sus puntos colindantes.

## Conceptos generales
Por deformación se entiende el cambio interno relativo en la forma de un cubo infinitesimalmente pequeño de un material, y puede expresarse como un cambio adimensional en su longitud o en los ángulos que forman sus aristas. Las deformaciones están relacionadas con las fuerzas que actúan sobre el cubo, que se conocen como tensiones, y cuyo efecto sobre cada material se cuantifica mediante ensayos de tracción y de compresión. La relación entre tensión y deformación es generalmente lineal y reversible (hasta que se alcanza la fluencia) y entonces se dice que la deformación es elástica. La relación lineal entre la tensión aplicada y la deformación de un material se conoce como módulo de Young. Por encima del límite elástico, queda cierto grado de distorsión permanente después de la descarga y se denomina deformación plástica. La determinación de la relación entre tensiones y la deformaciones en un objeto sólido es el campo de estudio de la disciplina denominada resistencia de materiales, en el caso de estructuras se habla de análisis estructural.
Tensión y deformación en ingeniería son aproximaciones al estado interno de un objeto que pueden determinarse a partir de las fuerzas externas a las que se somete y a las modificaciones de forma que experimenta, siempre que no haya un cambio significativo en su tamaño. Cuando hay un cambio significativo en el tamaño (como por ejemplo, cuando un material dúctil pierde sección a medida que se alarga hasta convertirse en un hilo), la tensión verdadera y la deformación verdadera pueden deducirse de las dimensiones del objeto (particularmente de su sección, puesto que la tensión es el cociente de la fuerza aplicada y de la sección sobre la que se aplica) en un instante dado.
En la figura se puede ver que la carga de compresión (indicada por la flecha) ha provocado una deformación en el cilindro (color rojo), de modo que la forma original (color gris) se ha modificado (deformado) a un volumen con los lados abultados. Este fenómeno se produce porque el material, aunque lo suficientemente fuerte como para no agrietarse o romperse, no es lo suficientemente fuerte para soportar la carga sin cambios. Como resultado, el material se expande lateralmente. Las fuerzas internas (en este caso en ángulo recto con respecto a la deformación) equilibran la carga aplicada.
El concepto de cuerpo rígido se puede aplicar si la deformación es suficientemente pequeña.

## Tipos de deformación

Diagrama típico de tensión frente a deformación que indica las distintas etapas de deformación de un material dúctil

Dependiendo del tipo de material, tamaño y geometría del objeto, y las fuerzas aplicadas, pueden resultar varios tipos de deformación. La imagen de la derecha muestra el diagrama de esfuerzo de ingeniería frente a deformación para un material dúctil típico como el acero. Pueden ocurrir diferentes modos de deformación bajo diferentes condiciones, como se puede representar usando un gráfico de deformación.
La deformación permanente es irreversible; la deformación permanece incluso después de la eliminación de las fuerzas aplicadas, mientras que la deformación temporal es recuperable, ya que desaparece después de la eliminación de las fuerzas aplicadas.
La deformación temporal también se denomina deformación elástica, mientras que la deformación permanente se denomina deformación plástica.

### Deformación elástica
En ingeniería civil, el estudio de la deformación temporal o elástica se aplica a materiales utilizados en la construcción, como el hormigón o el acero, que están sometidos a deformaciones muy pequeñas. El fenómeno se puede modelizar mediante la teoría de deformaciones infinitesimales, también conocida como teoría de pequeñas deformaciones, teoría de pequeños desplazamientos o teoría de pequeños gradientes de desplazamiento donde se asume que las deformaciones y las rotaciones producidas por las tensiones son pequeñas.
Para algunos materiales, como por ejemplo elastómeros y polímeros, sujetos a grandes deformaciones, la definición de ingenieril de deformación no es aplicable (normalmente se restringe a deformaciones inferiores al 1%), por lo que estos materiales requieren otras definiciones más complejas de deformación, como "estiramiento", "deformación logarítmica", "deformación de Green" o "deformación de Almansi". Los elastómeros y los metales con memoria como el nitinol, exhiben grandes rangos de deformación elástica, al igual que el caucho. Sin embargo, la elasticidad no es lineal en estos materiales.
Los metales usuales en construcción como la cerámica, los metales, el hormigón y la mayoría de los cristales muestran una elasticidad lineal y un rango elástico más pequeño. Para esos materiales es común asumir que la deformación elástica es lineal y se rige por ley de Hooke:
{\displaystyle \sigma =E\varepsilon }
donde {\displaystyle \sigma } es la tensión aplicada, {\displaystyle E} es una constante material llamada módulo de Young o módulo elástico, y ε es la elongación resultante. Esta relación solo se aplica en el rango elástico e indica que la pendiente de la curva de tensión/deformación puede usarse para determinar el módulo de Young ({\displaystyle E}) de un material. Los laboratorios de materiales se valen de este cálculo a partir de los datos obtenidos en ensayos de tracción.
Se debe tener en cuenta que no todos los materiales elásticos experimentan una deformación elástica lineal; algunos, como el hormigón, la fundición gris y muchos polímeros, responden de forma no lineal. Para estos materiales, la ley de Hooke no es aplicable.

Comparación de las curvas tensión-deformación verdaderas y de ensayo

### Tensión y deformación verdaderas
Dado que, en la práctica, no siempre se conoce con precisión el cambio de la sección transversal de la muestra de material a medida que se estira durante el proceso de deformación anterior, la verdadera curva de tensión y deformación debe volver a ajustarse. Para pequeñas deformaciones no existe demasiada diferencia entre cualesquiera dos medidas de tensión o deformación. En ensayos uniaxiales es común medir las llamadas tensión y deformaciones ingenieriles y calcular a posterior otras medidas corregidas según el área o las longitudes instantáneas del prisma estirado que se denominan tensión y deformación verdaderas (para el régimen de grandes deformaciones se definen muchas otras medidas adicionales que van más allá de las anteriores).
Para derivar la curva de tensión-deformación, consideramos un prisma de sección inicial {\displaystyle A_{0}} y altura {\displaystyle L_{0}} y sección actual o final {\displaystyle A_{f}} y altura {\displaystyle L_{f}}. La deformación ingenieril se define como:
{\displaystyle {\frac {L_{f}}{L_{0}}}=1+\varepsilon _{e}}
Además, para un material elástico isótropo en régimen de pequeñas deformaciones que el cambio de volumen viene dado por:
{\displaystyle {\frac {V_{f}}{V_{0}}}={\frac {A_{f}L_{f}}{A_{0}L_{0}}}\approx 1+(1-2\nu )\varepsilon _{e}}
Por lo que se tiene que {\displaystyle A_{f}/A_{0}=[1+(1-2\nu )\varepsilon _{e}](L_{0}/L_{f})}, donde {\displaystyle \nu } es el llamada coeficiente de Poisson que puede sufrir algunos cambios a lo largo del ensayo. .
Entonces, la tensión verdadera o tensión de Cauchy se puede expresar de la siguiente manera (usando series de Taylor hasta primer orden):
{\displaystyle \sigma _{T}={\frac {F}{A_{f}}}={\frac {F}{A_{0}}}{\frac {A_{0}}{A_{f}}}\approx {\frac {\sigma _{e}}{1+(1-2\nu )\varepsilon _{e}}}{\frac {L_{f}}{L_{0}}}\approx \sigma _{e}(1+2\nu \varepsilon _{e})}
Además, la deformación verdadera εt se puede expresar de la siguiente manera:
{\displaystyle {\text{d}}\varepsilon _{t}={\frac {dL_{f}}{L_{f}}}}
Entonces, el valor se expresa como
{\displaystyle \varepsilon _{t}=\int _{L_{0}}^{L_{f}}{\frac {dl}{l}}=\ln \left({\frac {L_{f}}{L_{0}}}\right)=\ln(1+\varepsilon _{e})}
Por lo tanto, se puede deducir la gráfica en términos de {\displaystyle \sigma _{T}} y {\displaystyle \varepsilon _{E}} como aparece en la figura de la derecha.
Además, basándose en la curva de tensión-deformación verdaderas, se puede estimar la región donde comienza a producirse el estrechamiento. Desde que comienza a aparecer un estrechamiento visible de la sección, hasta que se llega a la tensión final (cuando se aplicó la fuerza máxima), se puede expresar esta situación de la siguiente manera:
{\displaystyle dF=0=\sigma _{T}dA_{i}+A_{i}d\sigma _{T}}
que a su vez se puede expresar de la siguiente manera:
{\displaystyle {\frac {d\sigma _{T}}{\sigma _{T}}}=-{\frac {dA_{i}}{A_{i}}}}
La gráfica muestra que el estrechamiento comienza a aparecer donde la reducción del área se vuelve mucho más significativa en comparación con el cambio de tensión. Luego, la tensión se maximiza en la zona específica donde aparece el estrechamiento.
Además, se pueden deducir varias relaciones basadas en la curva tensión-deformación verdaderas.
1) La curva de deformación y tensión verdaderas se puede expresar mediante la relación lineal aproximada tomando un logaritmo de la tensión y la deformación verdaderas. La relación se puede expresar de la siguiente manera:
{\displaystyle \sigma _{T}=K\times (\varepsilon _{T})^{n}}
donde {\displaystyle K} es el coeficiente de tensión y {\displaystyle n} es el coeficiente de endurecimiento por deformación. Por lo general, el valor de {\displaystyle n} tiene un rango de 0,02 a 0,5 a temperatura ambiente. Si el valor de {\displaystyle n} es 1, entonces se dice que el material es perfectamente elástico.
2) En realidad, la tensión también depende en gran medida de la tasa de variación de la deformación. Por lo tanto, se puede deducir una ecuación empírica basada en la variación de la tasa de deformación:

Curva de tensión-deformación verdaderas de un metal con estructura atómica centrada en caras y su forma deducida

{\displaystyle \sigma _{T}=K'\times ({\dot {\varepsilon _{T}}})^{m}}
donde {\displaystyle K'} es una constante relacionada con la tensión de flujo del material. {\displaystyle {\dot {\varepsilon _{T}}}} indica la derivada de la deformación respecto al tiempo, que también se conoce como velocidad de deformación. {\displaystyle m} es la sensibilidad a la tasa de deformación. Además, el valor de {\displaystyle m} está relacionado con la resistencia el estrangulamiento. Por lo general, el valor de {\displaystyle m} está en el rango de 0-0,1 a temperatura ambiente y puede ser tan alto como 0,8 cuando se aumenta la temperatura.
Al combinar 1) y 2), se deduce la relación final que se muestra a continuación:
{\displaystyle \sigma _{T}=K''\times (\varepsilon _{T})^{n}({\dot {\varepsilon _{T}}})^{m}}
donde {\displaystyle K''} es la constante global para relacionar la deformación, la velocidad de deformación y la tensión.
3) Basándose en la curva de tensión-deformación verdaderas y su forma deducida, es posible estimar la deformación necesaria para que comience el estrechamiento, que se puede calcular en función de la intersección entre la curva de tensión-deformación verdaderas, como se muestra a la derecha.
Esta figura también muestra la dependencia de la tensión de formación de estricciones a diferentes temperaturas. En el caso de los metales con estructura atómica centrada en caras, ambas curvas de tensión-deformación en su derivada dependen en gran medida de la temperatura. Por lo tanto, a temperaturas más altas, el estrechamiento comienza a aparecer incluso con un valor de deformación más bajo.
Todas estas propiedades indican la importancia de calcular la curva tensión-deformación verdaderas para analizar más a fondo el comportamiento de los materiales en un entorno con cambios pronunciados de temperatura.
4) Un método gráfico, denominado "construcción considerada", puede ayudar a determinar el comportamiento de la curva de tensión-deformación, independientemente de que se produzca un estrechamiento o un estiramiento en la muestra. Al establecer {\displaystyle \lambda =L/L_{0}} como determinante, la tensión y la deformación verdaderas se pueden expresar con la tensión y la deformación utilizadas en ingeniería como se muestra a continuación:
{\displaystyle \sigma _{T}=\sigma _{e}\times \lambda ,\qquad \varepsilon _{T}=\ln \lambda .}
Por lo tanto, el valor de la tensión usado en ingeniería se puede expresar mediante la línea secante formada por la tensión verdadera y el valor de {\displaystyle \lambda }, donde {\displaystyle \lambda =0} a {\displaystyle \lambda =1}. Al analizar la forma del diagrama {\displaystyle \sigma _{T}-\lambda } y la recta secante, se puede determinar si los materiales muestran estiramiento o estrechamiento.

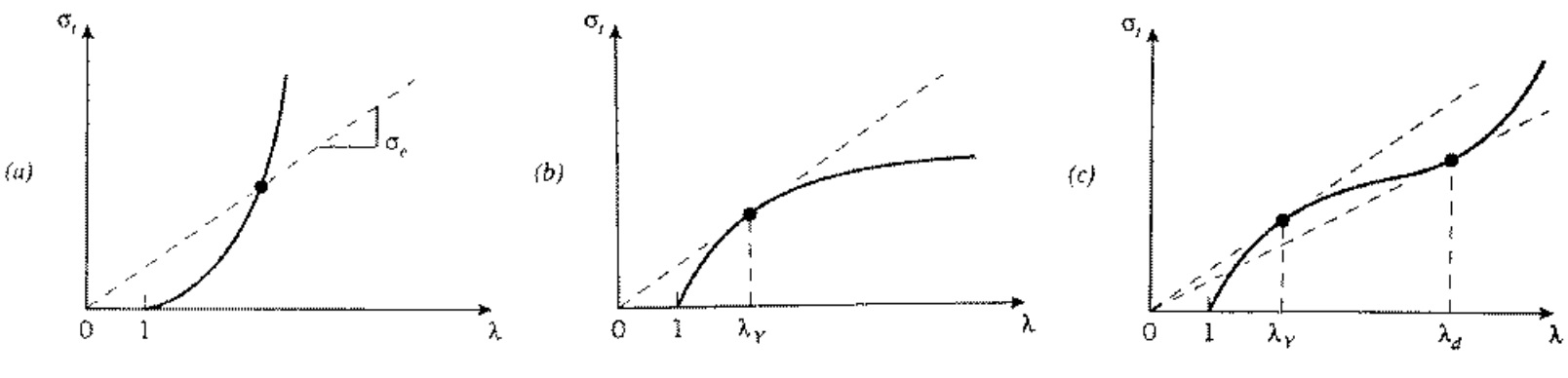
Diagramas tipo: (a) Curva tensión-deformación verdadera sin tangentes. No hay estiramiento ni estrechamiento. (b) Con una tangente. Solo hay estrechamiento. (c) Con dos tangentes. Hay estrechamiento y estiramiento.

En la figura (a), aparece una curva cóncava hacia arriba. Esto indica que no hay caída de la elasticidad, por lo que el material llegará a romperse antes de experimentar estiramiento o estrechamiento. En la figura (b), aparece un punto específico definido por la recta tangente desde el origen (coincidente con la recta secante), en el que {\displaystyle \lambda =\lambda _{Y}}. Una vez superado este valor, la pendiente se vuelve más pequeña que la línea secante y comienza a aparecer el estrechamiento. En la figura (c), existe un punto donde el material comienza a perder rigidez, pero cuando {\displaystyle \lambda =\lambda _{d}}, se produce un alargamiento elástico, pero después de este todo el material experimentará un estiramiento y finalmente se romperá. Entre {\displaystyle \lambda _{Y}} y {\displaystyle \lambda _{d}}, el material en sí no se estira, sino que solo comienza a estirarse la zona del estrechamiento.

### Deformación plástica

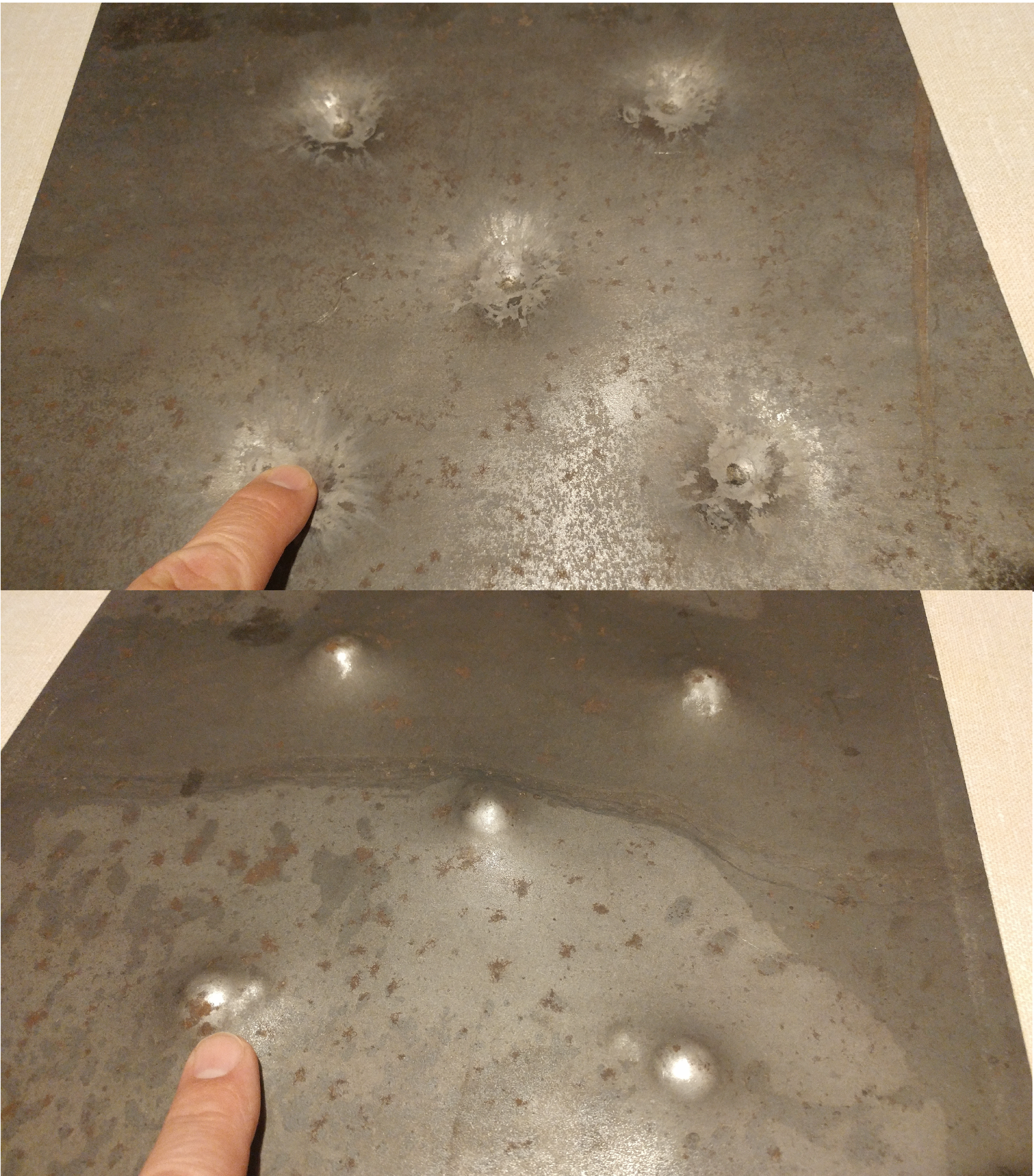
Chapa de acero de baja aleación de alta resistencia marca Swebor, mostrando ambos lados, después de la deformación plástica producida por proyectiles en pruebas de balística. Nota: Cuando se expone al fuego, el acero primero se expande y luego pierde su resistencia cuando supera la temperatura crítica a 538 °C o 1000 °F (según ASTM E119) a menos que se trate con sustancias ignífugas

Este tipo de deformación no se revierte simplemente eliminando la fuerza aplicada, se trata por tanto de un proceso termodinámicamente irreversible. Sin embargo, un objeto en el rango de deformación plástica primero habrá sufrido una deformación elástica (que sí desaparece al eliminar la fuerza aplicada), por lo que el objeto regresará parcialmente a su forma original. Los termoplásticos ligeros tienen un rango de deformación plástica bastante grande, al igual que los metales dúctiles como el cobre, la plata y el oro. EL acero también presenta este comportamiento, pero no así la fundición de hierro. Los plásticos termoendurecibles duros, el caucho, los cristales y las cerámicas tienen rangos mínimos de deformación plástica. Un ejemplo de un material con un amplio rango de deformación plástica es la goma de mascar una vez humedecida, que se puede estirar a decenas de veces su longitud original.
Bajo tensión de tracción, la deformación plástica se caracteriza por la aparición de una región de endurecimiento por deformación y de una región de estricción y finalmente, por un estado de fractura (también llamado de rotura). Durante el endurecimiento por deformación, el material se vuelve más resistente debido a la formación de dislocaciones atómicas. La fase de formación de un cuello de estricción se caracteriza por una reducción del área de la sección transversal de la muestra. El fenómeno se produce después de que se alcanza la tensión máxima. Durante el estrechamiento, el material ya no puede soportar la tensión máxima, y las tensiones localizadas en la muestra aumentan rápidamente. La deformación plástica termina con la fractura del material.

#### Fatiga de los metales
Otro mecanismo de deformación es la fatiga de materiales, que se produce principalmente en metales dúctiles. Inicialmente se pensaba que un material deformado exclusivamente dentro del rango elástico regresaba completamente a su estado original una vez que se eliminaban las fuerzas aplicadas. Sin embargo, se producen fallos a nivel molecular con cada deformación. Después de muchos ciclos de carga y descarga, comenzarán a aparecer grietas, seguidas poco después de una fractura, sin deformación plástica aparente de por medio. Dependiendo del material, la forma y qué tan cerca del límite elástico se deforme, para que se produzca el fallo del material pueden requerirse miles, millones, miles de millones o billones de deformaciones.
La fatiga del metal ha sido una de las principales causas de fallos en las aeronaves, especialmente antes de que se comprendiera bien el proceso (véase, por ejemplo, los accidentes del De Havilland Comet). Hay dos formas de determinar cuándo una pieza está en peligro de sufrir problemas por fatiga: predecir cuándo ocurrirá el fallo en función de la combinación de material/fuerza/forma/iteraciones, y reemplazar los materiales vulnerables antes de que esto ocurra, o realizar inspecciones para detectar al microscopio las primeras grietas, reemplazando las piezas afectadas una vez que aparezcan. La selección de materiales que probablemente no sufrirán fatiga del metal durante la vida útil del producto es la mejor solución, pero no siempre es posible. Evitar formas con esquinas afiladas limita la fatiga del metal al reducir las concentraciones de tensión, pero no la elimina.
El análisis del factor de abultamiento de las partes presurizadas de un avión puede ayudar a evaluar la tolerancia al daño del fuselaje de la estructura de una aeronave.

Diagrama de un ensayo de tracción, mostrando la relación entre la tensión (fuerza aplicada) y el alargamiento (deformación) de un metal dúctil

#### Rotura por compresión
Por lo general, la tensión de compresión aplicada a barras, columnas u otros elementos alargados conduce a su acortamiento. La carga de un elemento estructural o de una muestra de un material aumentará su tensión de compresión hasta que alcance su máxima resistencia a compresión. Según las propiedades del material, los modos de falla son la fluencia para materiales con comportamiento dúctil (como la mayoría de los metales, algunos suelos y materiales plásticos) o rotura por comportamiento frágil (como hormigón, rocas, fundición de hierro, vidrio o cerámica).
En elementos estructurales largos y delgados, como columnas o las barras de una celosía, un aumento de la fuerza de compresión F puede producir un fallo estructural debido al pandeo mucho antes de que el material agote su resistencia a compresión.

### Fractura
Este tipo de deformación también es irreversible. Se produce una rotura después de que el material ha alcanzado el final de los rangos de deformación elástica y luego plástica. En este punto, las fuerzas se acumulan hasta que son suficientes para provocar una fractura. Todos los materiales se fracturarán finalmente si se aplican fuerzas suficientes.

## Conceptos erróneos
Un error común es que todos los materiales que se doblan son "débiles" y los que no lo hacen son "fuertes". En realidad, muchos materiales que sufren grandes deformaciones elásticas y plásticas, como el acero, son capaces de absorber tensiones que provocarían la rotura de materiales quebradizos o frágiles, como el vidrio, que dispone baja ductilidad con márgenes mínimos de deformación plástica.